# Naoya Akaguma
Naoya Akaguma (jap. 赤熊猶弥 Akaguma Naoya; ur. 5 czerwca 1991) – japoński zapaśnik walczący w stylu wolnym. Zajął szesnaste miejsce na mistrzostwach świata w 2017. Piąty na mistrzostwach Azji w 2017. Czwarty w Pucharze Świata w 2019 roku.